# Pavel Smutný
Pavel Smutný (17. října 1959 Hradec Králové – 19. května 2024 Praha) byl český advokát, podnikatel, mecenáš a filantrop. Byl společníkem advokátní kanceláře PORTOS (dříve CÍSAŘ, ČEŠKA, SMUTNÝ), prezidentem Česko-izraelské smíšené obchodní komory, prezidentem nadačního fondu Bohemian Heritage Fund a rovněž členem několika dalších mezinárodních obchodních komor. Ve své právní praxi se specializoval zejména na mezinárodní investiční vztahy a obchodní právo.

## Život
Pavel Smutný absolvoval v roce 1982 Právnickou fakultu Univerzity Karlovy v Praze, kde složil o rok později rigorózní zkoušku. Pokračoval jako aspirant na katedře mezinárodního práva této fakulty. Rovněž vykonával funkci předsedy Socialistického svazu mládeže celé univerzity. Na začátku devadesátých let působil jako interní aspirant na Ústavu státu a práva ČSAV. Byl rovněž externím expertem OECD pro program Nové demokracie a absolvoval roční studijní pobyt na pařížské Sorbonně.
V roce 1993 založil se svými společníky JUDr. Jaromírem Císařem a prof. JUDr. Zdeňkem Češkou, CSc. vlastní advokátní kancelář CÍSAŘ, ČEŠKA, SMUTNÝ, s.r.o. Kancelář se vedle komplexního poradenství věnuje také otázkám spojeným se společenskou odpovědností a patří k lídrům tohoto tématu. Opakovaně byla oceněna titulem Právnická firma roku v oblasti pro bono a společenské odpovědnosti.
Pavel Smutný založil v roce 2009 se svými společníky nadační fond Bohemian Heritage Fund. Pavel Smutný řadu let aktivně působil v mezinárodních obchodních komorách. Od roku 2009 byl prezidentem Česko-izraelské smíšené obchodní komory a členem dalších komor – Francouzsko-české obchodní komory a Obchodní komory Švýcarsko – Česká republika.
V roce 2011 inicioval založení Ceny Arnošta Lustiga, kterou Česko-izraelská smíšená obchodní komora každoročně uděluje jednomu z žijících českých občanů, který se obdobným způsobem jako Arnošt Lustig příkladně zasloužil o udržení a rozvoj celospolečenských hodnot. Těmi jsou zejména odvaha a statečnost, lidskost a spravedlnost.
Aktivně se angažoval v projektu nových varhan pro svatovítskou katedrálu. Stal se iniciátorem Společenství svatovítské katedrály, které vzniklo v návaznosti na Jednotu pro dostavbu Chrámu sv. Víta. Cílem bylo získat finanční prostředky ve výši 80 miliónů korun k realizaci projektu. Do projektu se zapojil také kardinál Dominik Duka.
Pavel Smutný byl rovněž členem Rady Národního divadla, správní rady Mezinárodního operního festivalu Smetanova Litomyšl či Evropského výboru Operních nadací se sídlem v Bruselu (FEDORA).
V květnu 2024 zemřel ve věku 64 let na rakovinu.

## Účast v mediálně známých kauzách
Advokátní kancelář CÍSAŘ, ČEŠKA, SMUTNÝ, s.r.o. zastupovala například stát v kauze Čepro versus Krejčíř.

## Ocenění
Dne 23. března 2016 obdržel v Nostickém paláci od ministra kultury Daniela Hermana Cenu ministerstva kultury za přínos k rozvoji české kultury, a to za svou celoživotní činnost pro podporu, ochranu a rozvoj národního kulturního dědictví ve všech oblastech kultury.
Dne 15. listopadu 2017 obdržel insignie rytíře francouzského Řádu umění a literatury. Ocenění předal osobně francouzský velvyslanec v České republice. Vyznamenání bylo uděleno za trvalou podporu a šíření francouzské kultury a ochrany národního kulturního dědictví a památek.
Dne 28. října 2019 obdržel z rukou prezidenta republiky Miloše Zemana medaili Za zásluhy 1. stupně. Prezident ocenil zejména přínos Pavla Smutného pro rozvoj vztahů mezi Českou republikou a Státem Izrael.